# 萨卡希奇·阿帕德
萨卡希奇·阿帕德（匈牙利語：Szakasits Árpád，發音：[ˈsɒkɒʃit͡ʃ ˈaːrpaːd]；1888年12月6日—1965年5月3日），匈牙利政治人物。1948年8月3日至1949年8月23日，担任匈牙利第二共和国总统，1949年8月23日至1950年4月25日，担任匈牙利人民共和国主席团主席。

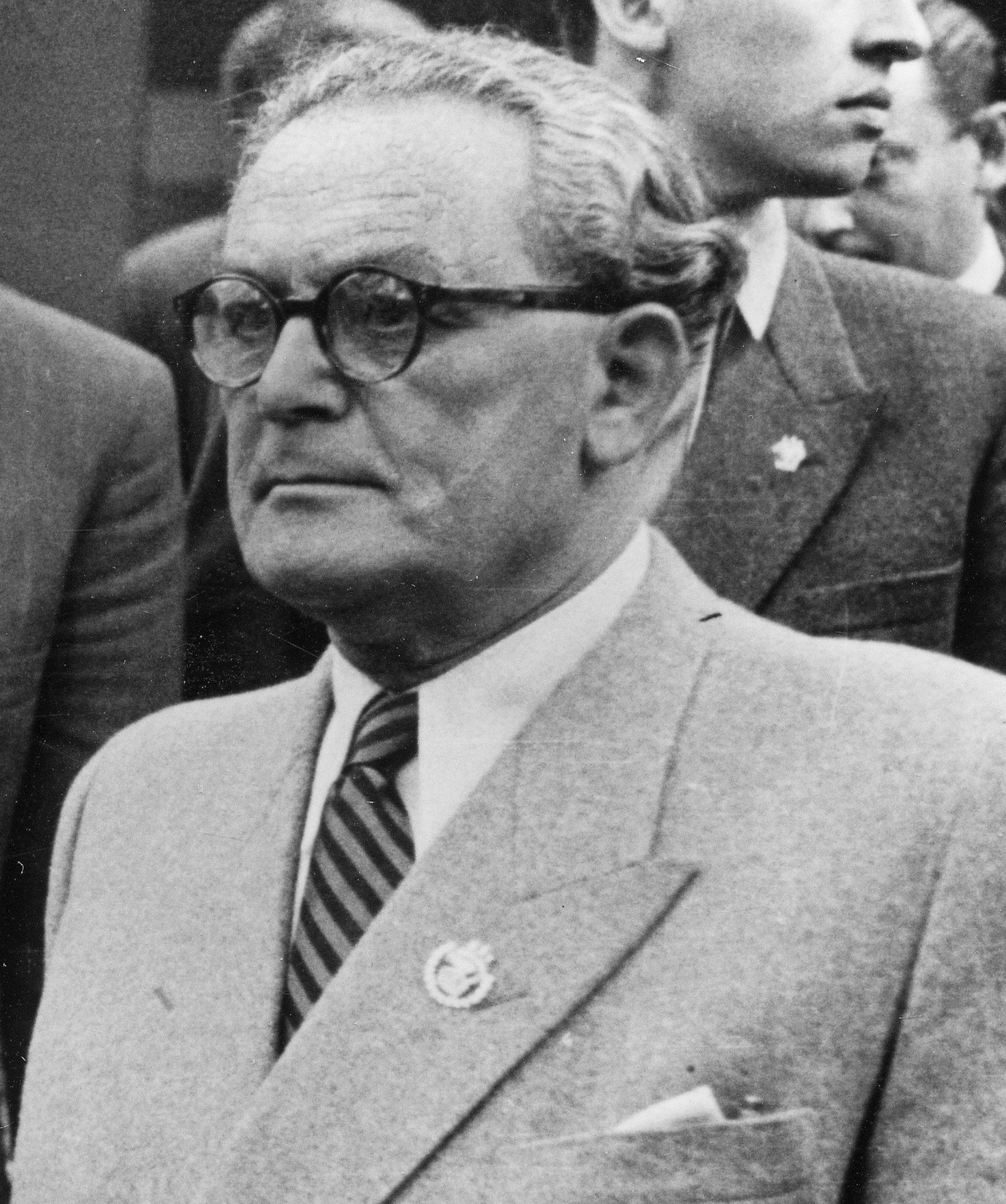

## 生平
1888年12月6日，出生于匈牙利布达佩斯。1938年11月，担任匈牙利社会民主党总书记。1965年5月3日，萨卡希奇在布达佩斯逝世，享年77岁。